# Liang Hua
Liang Hua (梁华 en chinois) est un dirigeant d'entreprise chinois né en 1964. Il est le président actuel de Huawei.

## Biographie
Liang Hua est né en 1964 dans la ville de Dangyang. Il est diplômé de la Northwestern Polytechnical University .
Il a rejoint Huawei en 1995, où il a successivement été président de son système de gestion de la logistique et de la chaîne d'approvisionnement, président de son service de gestion des processus, président de ses services technologiques mondiaux, directeur de son comité d'audit et président de son conseil de surveillance.
En mars 2018, il a été élu président de Huawei et directeur général du Conseil du personnel de l'actionnariat.